# Bolesław Habowski
Bolesław Józef Habowski (Cracòvia, 13 de setembre de 1914 - Wendover, 21 de maig de 1979) fou un futbolista polonès de la dècada de 1930.
La seva carrera transcorregué principalment al Wisła Kraków. Durant la Guerra Mundial jugà breument als clubs russos Dynamo Moscou i Spartak Moscou. Jugà dos partits amb la selecció de Polònia i fou convocat pel Mundial de 1938.